# إدموند ويلسون سينيور
إدموند ويلسون سينيور (بالإنجليزية: Edmund Wilson, Sr.) هو محامي أمريكي، ولد في 15 ديسمبر 1863 في شروزبري (نيوجيرسي) في الولايات المتحدة، وتوفي في 15 مايو 1923.